# Orativský rajón
Orativský rajón (ukrajinsky Оратівський район) byl rajón ve Vinnycké oblasti na Ukrajině. Hlavním městem byl Orativ a rajón měl přibližně 21 tisíc obyvatel. 

## Sídla v rajónu
- Orativ